# Miss Hawaiian Tropic International
Miss Hawaiian Tropic International je bilo ameriško lepotno tekmovanje deklet iz vsega sveta v kopalkah.
Leta 1983 ga je začelo prirejati ameriško podjetje ustanovitelja Rona Ricea, ki je prodajalo kreme za sončenje znamke Hawaiian Tropic. V začetku devetdesetih je bilo to drugo največje lepotno tekmovanje na svetu, takoj za Miss Universe. Leta 2008 so ga ukinili, ker je velika večina kupcev izdelkov tega podjetja, ki ga je Rice leta 2007 prodal, žensk, starih med 18 in 35 let in je zato kot oglaševalska taktika nesmiselno. Tekmovanje pod tem imenom še naprej prirejajo v Avstraliji.

## Zunanje strani
- Miss Hawaiian Tropic International arhivirana uradna spletna stran
- Miss Hawaiian Tropic Avstralija in Nova Zelandija uradna spletna stran